# STS-81
STS-81 (ang. Space Transportation System) – misja amerykańskiego wahadłowca Atlantis na rosyjską stację kosmiczną Mir. Był to osiemnasty lot promu Atlantis i osiemdziesiąty pierwszy programu lotów wahadłowców.

## Załoga
źródło
- Michael Baker (4)*, dowódca (CDR)
- Brent Jett (2), pilot (PLT)
- John Grunsfeld (2), specjalista misji (MS2)
- Marsha Ivins (4), specjalista misji (MS3)
- Peter „Jeff” Wisoff (3), specjalista misji (MS1)

## Przywieziony członek załogi Mira
- Jerry Linenger (2), specjalista misji (MS4)[3]

## Odwieziony na Ziemię członek załogi Mira
- John Blaha (5)[3]

*(liczba w nawiasie oznacza liczbę lotów odbytych przez każdego z astronautów)

## Parametry misji
- Masa:
  - startowa orbitera: - kg ?
  - lądującego orbitera: 113 375 kg[1]
  - ładunku: 2250 kg
- Perygeum: 343 km[1]
- Apogeum: 380 km[1]
- Inklinacja: 51,7°[1]
- Okres orbitalny: 91,8 min[1]

## Cel misji
Piąty lot wahadłowca na rosyjską stację Mir; na Ziemię powrócił (128 dni 5 godz. 28 min w kosmosie) astronauta John Blaha (przyleciał na stację promem Atlantis w misji STS-79), którego miejsce zajął Jerry Linenger. W ładowni wahadłowca znajdował się podwójny moduł Spacehab, w którym prowadzono eksperymenty. Na stację przywieziono zaopatrzenie; łącznie w obie strony przeładowano 2715 kg ładunku, co było wówczas rekordowym wynikiem.

## Dokowanie do Mira
- Połączenie z Mirem: 5 stycznia 1997, 03:54:49 UTC
- Odłączenie od Mira: 20 stycznia 1997, 02:15:44 UTC
- Łączny czas dokowania: 4 dni 22 godziny 20 minut 55 sekund